# Holyně
Holyně est un quartier pragois situé dans l'ouest de la capitale tchèque, appartenant à l'arrondissement de Prague 5, d'une superficie de 193 hectares est un quartier de Prague. En 2018, la population était de 472 habitants.
La ville est devenue une partie de Prague en 1974.